# 佐治亚州格林县法院
美國乔治亚州格林县格林斯博罗的格林县法院（Greene County Courthouse）建于1849年。它于1980年被列入國家史蹟名錄。
它是一座三层楼的希臘復興式建築，建于1848-49 年，并于1938年扩建。它的第三层樓層是由当地的共济会组织贊助修建。它位于乔治亚州12号公路上。